# Nels Cline
Nels Cline (teljes nevén Nels Courtney Cline; (Los Angeles, 1956. január 4. –) amerikai gitáros és zeneszerző. A nyolcvanas években vált ismertté kísérletező jellegű dzsessz albumaival, melyeket sok esetben ikertestvérével, a jazzdobos Alex Cline-nal rögzített. Az azóta eltelt időszakban a jazz mellett elsősorban punk és alternatív rock előadókkal dolgozott együtt, többek közt Mike Watt-tal, Thurston Moore-ral. 2004 óta teljes értékű tagja a Wilco nevű együttesnek.
Cline-t a Rolling Stone magazin 2011 novemberi számában minden idők 82. legjobb gitárosának nevezte.

## Életpályája
Cline 12 évesen kezdett gitározni, akkor, amikor ikertestvére, Alex Cline dobolni kezdett. A páros zenei fejlődése szorosan összefonódott, együtt játszottak Homogenized Goo nevű rockegyüttesükben, és közösen járták ki a University High Schoolt (Los Angeles, Kalifornia). Cline Jimi Hendrix Manic Depression c. szerzeményének hallgatása után döntötte el, hogy a gitárral szeretne foglalkozni.
Cline elsősorban improvizatív munkájáról és változatos zenei tevékenységéről ismert, zenei identitásának a stilisztikai sokszínűség mellett az effektpedálokkal modulált hangzás a fő jellegzetessége. A jazz műfajából olyan ismert zenészekkel játszott együtt, mint Charlie Haden, Gregg Bendian, Wadada Leo Smith, Tim Berne, Vinny Golia, Julius Hemphill és a néhai Eric Von Essen, akivel huzamosabb ideig kollaborált a Los Angeles-i Quartet Music jazz zenekarban.
1983-ban Chris Mancinelli dobos és Steuart Liebig bőgős felkérte, hogy csatlakozzon hozzájuk az akkoriban alakuló BLOC nevű zenekarhoz. Zenei elképzeléseiket nagyjából egy éven át közösen csiszolták, majd kibővültek Nicholas Kirgo gitárossal és Camille Henry énekessel. A kvintett a Los Angeles-i klubok kedvencévé vált, és kivívta a helyi sajtó és média elismerését. 1990-ben, miután visszautasították az Atlantic Records ajánlatát, az A&M Records szerződtette őket, a felvételek producere Tony Peluso lett. Az In The Free Zone c. albumuk 1991 elején jelent meg. A Polygram ez idő tájt vásárolta fel az A&M Recordsot, és a zenekar részére nem nyújtottak kellő támogatást. A két lemezre szóló szerződésből kivásárolták, majd egy hónappal az album megjelenése után azonnal ejtették is őket. 8 fellépésekkel és felvételekkel eltöltött év után a zenekar a feloszlás mellett döntött.
1984 és 1986 között Cline a JAH Band nevű zenekar tagja volt. A zenekar további tagjai voltak Julius Hemphill (zenekarvezető, szaxofon), Alex Cline (dobok), Jumma Santos (ütős hangszerek) és Steuart Liebig (basszusgitár). 1984-ben vették fel Georgia Blue c. lemezüket a Minor Music gondozásában. Néhány fellépésen Bill Frisell és Allan Jaffe gitárosokkal kiegészülve játszottak.
Cline emellett Mike Watt punk basszusgitárossal is fellépett, továbbá szerepelt együtt felvételeken a The Crew of the Flying Saucer és a The Black Gang tagjaként, együttműködött a Sonic Youth tagjaival, Willie Nelson country előadóval, és a Mike Watt-tal illetve ex-Jane’s Addiction dobos Stephen Perkins-szel közösen alapított Banyan elnevezésű jazz/punk/improvizatív zenekarral is. Ikertestvérével, Alexszel a mai napig részt vesznek különböző jazz kollaborációkban, ennek ellenére első duó koncertjüket 50. születésnapjukon játszották Culver Cityben, Californiában.
Cline stúdiófelvételen először Vinny Golia 1978-as Openhearted c. lemezén játszott, első zenekarvezetői lemezfelvétele az 1988-as Angelica volt. A késői '80-as években Cline megalapította saját, Nels Cline Trio elnevezésű zenekarát, amiben Mark London Sims játszott bőgőn és Michael Preussner dobon. A trió eredeti felállásában több 7 inches demót és egy albumot adott ki, mielőtt Sims Bob Mair bőgősnek adta át helyét. Az új trió összesen három lemezt adott ki feloszlásuk előtt, Cline szerzeményei ebben az időben jóval melodikusabbak és tömörebben szerkesztettek voltak, mint a pár évvel később alapított The Nels Cline Singers triójának minimalista, erős free jazz hatásokat mutató kompozíciói. A ’90-es években Thurston Moore-ral közösen rögzítette és adta ki az In-Store, valamint a Pillow Wand c. lemezeket.
Szintén a kilencvenes években volt tagja a Geraldine Fibbers alternatív rock/alt-country zenekarnak, a Geraldine Fibbers énekesével, Carla Bozulich-csal ezen kívül Scarnella nevű duójukban, továbbá Bozulich szólóalbumain dolgoztak közösen.
Cline 1999-ben Gregg Bendian jazzdobossal közösen feldolgozta John Coltrane 1967-es Interstellar Space című albumát. Az Interstellar Space Revisited: The Music of John Coltrane című albumon Cline és Bendian sajátos formanyelvükkel értelmezik újra Coltrane zenei világát. Coltrane-hez köthető közreműködése még a ROVA 2005-ös Electric Ascension felvételén való játéka, amely Coltrane 1965-ös Ascension c. felvételének újradolgozása.
Cline jelenlegi saját zenekara a The Nels Cline Singers, amivel eddig hat albumot vettek fel: Instrumentals, The Giant Pin, Draw Breath, Initiate, Macroscope és a legutóbbi Share the Wealth. A The Nels Cline Singers jelenlegi kiadója a Blue Note Records.
Cline több mint 150, elsősorban jazz, rock, kísérleti zene, pop és country műfajú album felvételén működött közre. Közönségét 2004-es csatlakozása óta a Grammy-díjjal kitüntetett Wilco zenekarral folyamatosan bővíti. Cline a Wilco Sky Blue Sky, Wilco (The Album), The Whole Love és Star Wars című stúdióalbumain szerepel, illetve a Kicking Television: Live in Chicago koncertalbumon.
Cline jelenleg egy Tim Schroeder által személyreszabott Schroeder DB-7 erősítőn keresztül játszik.
2014-ben Julian Lage gitárossal felvették Room c. albumukat. 
2016-ban a világhírű magyar jazz-gitáros Szabó Gábor egyik szerzeményét is feldolgozta a Lovers c. albumon Lady Gabor címmel.

## Magánélete
Cline felesége a Cibo Matto nevű zenekar tagja, Yuka Honda. Esküvőjüket Japánban tartották, 2010-ben. Mike Watton keresztül találkoztak, amikor közös zenekarukkal, a Floored by Fourral játszottak. Honda több The Nels Cline Singers koncerten is részt vett, miután Initiate c. albumukon ő is hallható több kompozícióban. Cline Hondával együtt vett részt a Yoko Ono Plastic Ono Band 2010-es európai turnéjának néhány állomásán. Cline Honda zenekarával, a Cibo Mattoval együtt lépett fel a 2015-ös Solid Sound Festival rendezvényen.

## Diszkográfia

### Szólóalbumok
- 1988: Angelica
- 2000: The Inkling
- 2001: Destroy All Nels Cline
- 2006: New Monastery
- 2009: Coward
- 2010: Dirty Baby
- 2016: Lovers
- 2020: Gowanus Sessions II
- 2025: Consentrik Quartet

### Nels Cline Trio
- 1992: Silencer
- 1995: Ground
- 1996: Chest
- 1998: Sad

### The Nels Cline Singers
- 2002: Instrumentals
- 2004: The Giant Pin
- 2007: Draw Breath
- 2010: The Celestial Septet – a Rova Saxophone Quartettel közösen
- 2010: Initiate
- 2014: Macroscope
- 2020: Share the Wealth

### The Nels Cline 4
- 2018: Currents, Constellations

### Wilco
- 2005: Kicking Television: Live in Chicago
- 2007: Sky Blue Sky
- 2009: Wilco (The Album)
- 2011: The Whole Love
- 2015: Star Wars
- 2016: Schmilco
- 2019: Ode to joy

### Quartet Music
- 1981: Quartet Music
- 1984: Ocean Park
- 1986: Window on the Lake
- 1989: Summer Night

### Geraldine Fibbers
- 1997: What Part of Get Thee Gone Don't You Understand?
- 1997: Butch

### Banyan
- 1997: Banyan
- 1999: Anytime at All
- 2004: Live at Perkins' Palace

### Vinny Goliával közösen
- 1979: Openhearted
- 1991: Blood and Concrete: a Love Story
- 1996: Against the Grain
- 1996: Razor
- 1997: A Nation of Laws
- 2003: One, Three, Two